# ゾンビコンピュータ
ゾンビコンピュータ（英: Zombie computer）とは、クラッカー、コンピュータウイルス、またはトロイの木馬の攻撃によって遠隔操作で悪用できる状態のままインターネットに接続しているコンピュータのことを指す。大部分のゾンビコンピュータの所有者は自覚していないことが多いので、比喩的にゾンビと呼ばれている。ゾンビPC、ゾンビマシンとも呼ばれる。大量のゾンビコンピュータにより構成されるボットネットは、しばしばスパムメールの送信やDoS攻撃に用いられる。

## コンピュータのゾンビ化
コンピュータのゾンビ化は、主にコンピュータウイルスの感染によって起こる。ゾンビ化したコンピュータは、自動的にゾンビ同士でボットネットを形成する。クラッカーはこのネットワークを販売して利益を得ることもある。
ゾンビ化の兆候は通信速度の低下、ハードディスクのアクセスが増えるといった形で現れるが、そういった現象から発見するのは困難である。ゾンビ化のリスクを回避するには、ファイアウォールとウイルス対策ソフトの導入が効果的である。

## 経緯

スパムの一例。(1)スパマーのウェブサイト (2)スパマー (3)スパムウェア (4)感染したコンピュータ (5)ウイルス、またはトロイの木馬 (6)メールサーバ (7)ユーザー (8)トラフィック

ゾンビコンピュータは、スパムメールを送信するために広く利用されてきた。2005年の時点で、全世界のスパムメールのおよそ50%から80%がゾンビコンピュータから送信されていた。ゾンビコンピュータによって、スパマーはスパム行為の発覚を防ぐことができる。またゾンビコンピュータの帯域を利用するため、通信費用を節約することもできる。
このスパムは、自己増殖機能のないトロイの木馬も拡散させている。ワームは他の方法で拡散することもできるが、トロイの木馬は電子メールかスパムでの移動に頼らなければならない。
同様の理由で、ゾンビコンピュータはクリック報酬型広告を表示しているサイトに対してクリック詐欺を行うためにも使われる。また、フィッシング詐欺やマネーミュールの募集サイトをホストすることもできる。
さらにDDoS攻撃の実行にもゾンビコンピュータが利用される。その攻撃とは、ゾンビコンピュータの軍団によって標的サイトの計画的なフラッディング（処理能力を超えるデータの流入）を起こすものである。多数のユーザーが同時にリクエストを送信することは、サーバの障害と正当なユーザーがサイトにアクセスすることを妨げる結果をもたらす。こうした攻撃の一種として、分散型サービス劣化攻撃 (Degradation-of-service attacks) がある。これは「パルス型」ゾンビによって適度で定期的なフラッディングを起こして、目標のサイトを破壊するよりも動作を重くさせることを目的としている。激しいフラッディングは直ちに発見されて対処されるが、パルス型ゾンビの攻撃とウェブサイトのアクセス速度低下は、数か月や数年にわたって気付かれないこともある。
顕著なサービス妨害攻撃と分散型サービス劣化攻撃の過去事例には、2003年の「SPEWSサービス」に対する攻撃や、2006年の「Blue Frogサービス」に対する攻撃が含まれる。2000年には、いくつかのポータルサイト（Yahoo!、eBay等）が、カナダのMafiaBoy少年によって放たれたサービス妨害攻撃によってアクセス不可能な状態に陥った。